# Конквест (Нью-Йорк)
Конквест (англ. Conquest) — місто (англ. town) в США, в окрузі Каюга штату Нью-Йорк. Населення — 1791 особа (2020).

## Демографія
Згідно з переписом 2010 року, у місті мешкало 1819 осіб у 681 домогосподарстві у складі 521 родини. Було 842 помешкання
Расовий склад населення:
| - 98,5 % — білих - 0,3 % — чорних або афроамериканців - 0,2 % — корінних американців |

До двох чи більше рас належало 0,7 %. Частка іспаномовних становила 0,8 % від усіх жителів.
За віковим діапазоном населення розподілялося таким чином: 24,1 % — особи молодші 18 років, 63,3 % — особи у віці 18—64 років, 12,6 % — особи у віці 65 років та старші. Медіана віку мешканця становила 41,8 року. На 100 осіб жіночої статі у місті припадало 106,7 чоловіків;  на 100 жінок у віці від 18 років та старших — 102,3 чоловіків також старших 18 років.
Середній дохід на одне домашнє господарство  становив 69 082 долари США (медіана — 54 766), а середній дохід на одну сім'ю — 77 955 доларів (медіана — 74 063). Медіана доходів становила 45 125 доларів для чоловіків та 33 636 доларів для жінок. За межею бідності перебувало 9,7 % осіб, у тому числі 15,1 % дітей у віці до 18 років та 8,8 % осіб у віці 65 років та старших.
Цивільне працевлаштоване населення становило 904 особи. Основні галузі зайнятості: освіта, охорона здоров'я та соціальна допомога — 24,0 %, виробництво — 17,1 %, будівництво — 10,8 %, мистецтво, розваги та відпочинок — 9,5 %.